# みんなの卒業式
緊急特番・#みんなの卒業式（きんきゅうとくばん みんなのそつぎょうしき）は、NHK総合テレビと、NHKラジオ第1で2020年3月24日に生放送された特別番組。

## 概要
新型コロナウイルス感染拡大の影響で、全国の小学校、中学校、高等学校の臨時休校などで卒業式が中止または規模縮小となった卒業生に卒業式をプレゼントするというもの。この企画に賛同した出演者たちが「卒業式で歌うはずだった歌」を披露した。
また、「#みんなの卒業式」と題して、西日本新聞、東京新聞、岩手日報などの地方新聞社やLINE、Twitter、TikTokのSNS、スマートニュースのネットメディアと連携した企画も展開する。

## 出演者
司会
- 田村淳（ロンドンブーツ1号2号）
- 赤木野々花（NHKアナウンサー）

ラジオ第1進行
- 高山哲哉（NHKアナウンサー）

スタジオゲスト
- つるの剛士
- 香音
- ゆうたろう

出演アーティスト
- Foorin
- Little Glee Monster - ラジオ第1にも番組前半部分に出演。
- RADWIMPS

## 放送スケジュール
- 総合テレビ 2020年3月24日、19:30 - 20:42（再放送：2020年3月28日、10:05 - 11:17）
- ラジオ第1 2020年3月24日、21:05 - 21:55[注 1]

## 関連番組
- CDTVスペシャル!卒業ソング音楽祭 - 2017年から毎年3月中旬〜下旬(2020年は3月16日)にTBSテレビ系列で放送されている音楽特別番組。
司会進行[注 2]は江藤愛（TBSテレビアナウンサー）。